# Peter Verhelst
Peter Verhelst (n. Bruges, Belgia, 28 ianuarie 1962) este un romancier, poet și dramaturg belgian.